# Kloten, Lindesbergs kommun
Kloten, Klothyttan, by i norra delarna av Lindesbergs kommun, Örebro län (Västmanland), på gränsen till Dalarnas län. Byn, som ligger mellan sjöarna Stora Kloten och Långvattnet ligger i Ramsbergs socken.
Från att ha varit bruksort med egen masugn, järnvägsstation och sågverk präglas byn idag av att vara en av tre ”centralorter” i Malingsbo-Klotens naturreservat tillsammans med Malingsbo och Björsjö (tidigare skydd gick under benämningen naturvårdsområde). Reservatet har fått sitt skydd för att främja det rörliga friluftslivet, vilket innebär att ett aktivt skogsbruk pågår.

## Historia
Trakten kring Kloten befolkades under 1500- och 1600-talet av svedjefinnar, det vill säga "invandrare" från Finland vilka fick några års skattebefrielse om de bosatte sig i obebyggda trakter. Svedjefinnarna livnärde sig genom att bränna ned skog och odla en särskild svedjeråg på svedjorna, därav namnet. Spåren efter svedjefinnarna lever kvar idag genom namn på platser, sjöar och vattendrag, exempelvis den lilla tjärnen Paskalampi öster om Kloten, utmed Treöresvägen till Gammelbo.
År 1673 uppfördes en smedja, Korslångs smedja, en bit nedströms sjön Stora Korslången av Christoffer Geijer, bergmästare i Lindes och Ramsbergs Bergslag (det vill säga Linde och Ramsbergs socknar). Det skedde i kompanjonskap med rustmästare David Kohl från Wira bruk i Uppland. Bruksägaren i Malingsbo, Peter Snack, fick sju år senare tillstånd att uppföra en masugn i Kloten. Två viktiga sammanbindningsleder mellan de olika hyttor och smedjor som anlades i området vid den här tiden var sjöarna Långvattnet och Stora Korslången. Från hyttorna i Kloten och Norra Bredsjö, den senare belägen vid Stora Korslångens norra ände, fraktades tackjärn med båt till Nyfors och Korslångssmedjan. Nyfors bruk, som anlades samma år som Klotens bruk, låg vid Långvattnets norra ände.
De så kallade Klotenverken eller Klothytteverken, vilka innefattade hyttan i Kloten (Klothyttan) samt smedjorna i Nyfors och Korslången, kom under lång tid att ha samma ägarfamilj som Malingsbo bruk. Efter C.G. Ehrenheims död 1766 delades dock de två brukskomplexen upp, och 1822 förvärvades Klotenverken av släkten Heijkenskjöld. År 1861 köptes även Malingsbo bruk, därmed var hela det stora komplexet Kloten-Malingsbo-Björsjö-Nyfors samlat hos Heijkenskjöld. Endast elva år senare, 1872, såldes emellertid hela rörelsen till det engelska bolaget Thomson & Bonar, från 1876 Klotens AB. 
För att förbättra kommunikationerna i området anlades Bånghammar–Klotens Järnväg 1874–1877 av Klotens AB. Den 22 kilometer långa normalspåriga järnvägen gick från Bånghammar på Frövi-Ludvika Järnväg, FLJ till industrianläggningarna i Kloten. Engelsmännen, med Ernest Cassel som största delägare i bolaget, var emellertid mer intresserade av gruvan i Grängesberg och en successiv avveckling av verksamheten vid anläggningarna inom Klotens AB inleddes snart. År 1899 såldes Klotens AB till svenska staten. Hyttan i Kloten blåstes ner 1910. Järnvägen, som ingått i köpet, lades ned 1934. Som ersättning för järnhanteringen anlades 1901 en ångsåg i Kloten. 1939 lades även den ned. Skogsbruket har emellertid fortfarande en märkbar prägel på området.
Kloten är numera tillsammans med Malingsbo ett centrum för fiske och friluftsliv, se Malingsbo-Kloten.

## Sevärdheter
I Kloten finns idag en hel del bevarat att se, bland annat från järnvägsepoken. Både stationshuset, som också inrymde brukskontoret, och lokstallet finns kvar. På platsen för ångsågen ligger numera en stugby med 30 stugor och en husvagnscamping. Klotens herrgård fungerar idag som privatägd bostad. I den gamla skolan finns Klotenlägret, en lägergård där besökare kan utöva bågskytte, sumobrottning och lerduveskytte med mera.
Av industrianläggningarna finns idag flera synliga rester. Ruinen efter Klothyttan är bevarad till cirka fem meters höjd. Bredvid ligger lämningarna efter rostugnen samt grunden efter ett kolhus, och i marken finns en hel del slaggrester efter de delvis utplanade slaggvarparna. Senare har man bedrivit fiskodling i området.
Strax ovanför där Stora Korslången mynnar ut i Långvattnet finns även lämningar från Korslångssmedjan i form av en dammvall, husgrunder och slagghögar.